# Джабраилов, Дака Джабраилович
Дака́ Джабраи́лович Джабраи́лов (род. 8 мая 1937, Казахстан) — скульптор, Заслуженный деятель искусств Чеченской Республики (2008), почётный член Союза художников России.

## Биография
Отец Джабраилова в 1930 году был раскулачен и сослан в Казахстан. В 1937 году, за месяц до рождения сына, его отец скончался. В 1938 году семья вернулась на родину. Но в 1944 году чеченцы были депортированы и семья снова оказалась в Казахстане.
Джабраилов стал заниматься в городской студии «Советский плакат» в Джамбуле. Его первым наставником стал Василий Алексеевич Горбанов. По рекомендации последнего Джабраилов поступил во Фрунзенское художественное училище, но вскоре был отчислен как спецпереселенец.
В 18 лет Джабраилов вернулся в Чечено-Ингушскую АССР и поступил на двухгодичное обучение в монументальный цех художественно-производственной мастерской Чечено-Ингушского отделения Художественного фонда РСФСР. Здесь он постигал лепку и формовку художественной скульптуры. Его наставниками были заслуженный скульптор РСФСР В. П. Астапов и преподаватель академии художеств В. П. Колосков. По окончании обучения Джабраилов получил квалификацию скульптор-форматор.
В 1960—1963 годах работал в редколлегии газеты «Бокс» Ленинского райкома ВЛКСМ. Затем до 1999 года работал в Художественном фонде Чечено-Ингушетии. Потом преподавал в Чеченском государственном педагогическом институте на факультете искусств скульптуру, пластическую анатомию и проектирование.

## Работы
Джабраилов воплотил в металле и камне более 400 работ других авторов, среди которых:
- скульптура «Зелимхан Харачоевский» (автор Саламбек Ахмадов);
- Памятник Николаю Гикало, Асланбеку Шерипову и Гапуру Ахриеву (автор И. Д. Бекичев);
- памятник пожарникам (Р. И. Мамилов);
- модель конного памятника Асланбеку Шерипову (А. Н. Сафронов);
- Мемориал жертвам депортации 1944 года (Д. Д. Джабраилов, Д. Х. Хасаханов);
- бюст Асланбека Шерипова (И. Г. Твердохлебов).

Работы Джабраилова установлены практически во всех районах Чечни, нескольких районах Дагестана и ряде других регионов.

## Награды и звания
- Почётные грамоты и ценные подарки Союзов художников Чечено-Ингушетии, РСФСР и СССР;
- медаль «За трудовую доблесть» (1986);
- Заслуженный деятель искусств Чеченской Республики (2008)[1];
- почётный член Союза художников России;
- Медаль «Ветеран труда»;
- медаль «За высокие достижения» (2013);
- золотая медаль «Духовность. Традиции. Мастерство» (2016);